# Безпалько Михайло Антонович
Безпалько Михайло Антонович (6 червня 1938 — 3 серпня 2023) — український драматичний актор, педагог.

## Життєпис
Народився 6 червня 1938 року в Ліонському передмісті Гіні (Франція), де закінчив 1 клас. Батьки покинули Тернопіль у пошуках кращої долі, але в 1945 році повернулися.
У 1953 році закінчив Тернопільську СШ № 1 (нині — гімназія імені Івана Франка) і Першу театральну студію при Тернопільському музично-драматичному театрі (клас) Костя Капатського та Георгія Авраменка (1956).
Працює драматичним актором у Тернопільському театрі понад чотири десятиліття аж донині.
На театральному курсі Тернопільського музичного училища ім. С. Крушельницької викладає курс гримування актора.
Рекордсмен України за кількістю новорічних ранків у ролі Діда Мороза —у 2014 році виповнилося 57 років, як він одягає костюм цього зимового традиційного персонажа.
У 2020 р. Михайло Безпалько став головним Святим Миколаєм України на відкритті ялинки на Софійській площі у Києві.
Помер вночі 3 серпня 2023 року у лікарні.

## Ролі у театрі
Зіграв 200 ролей в українській, російській, зарубіжній класиці та п'єсах сучасних драматургів, серед яких:
- «Марина» Миколи Зарудного — Андрій
- «Кайдани порвіте» — Гордій
- «Пам'ять серця» — Микола
- «Незабутнє» за Олександром Довженком — Савка
- «Вірус кохання» — Роман
- «Чортове плем'я» — Назар
- «Земля» — Сава
- «Цар Іван Шишман» — боярин Михаїл
- «Наталка Полтавка» за однойменною п'єсою Івана Котляревського — Микола
- «Ой, піду я в Бориславку» — Гринь
- «Циганка Аза» за однойменною п'єсою Михайла Старицького — Марко
- «Тарас Бульба» за мотивами однойменної повісті Миколи Гоголя — Кошовий
- «Про що тирса шелестіла…» за однойменною п'єсою Спиридона Черкасенко — козак Ґудзь
- «Циганський барон» оперета Йоганна Штрауса (сина) — старий циган
- «Сільва» оперета Імре Кальмана — Фері
- «Гуцулка Ксеня» оперета Ярослава Барнича — професор
- «Як наші діди парубкували» Володимир Канівця — Дід Северин

## Фільмографія
- 2016 — «Старий і мімоза» (короткометражний фільм) — Старий